# HD 40307 c
HD 40307 c – planeta pozasłoneczna orbitująca wokół gwiazdy HD 40307. Znajduje się 42 lata świetlne od Ziemi w gwiazdozbiorze Malarza. Planeta została odkryta metodą Dopplera przy użyciu spektrometru HARPS w czerwcu 2008 roku. Z trzech znanych planet orbitujących wokół HD 40307, HD 40307 c jest drugą co do wielkości superziemią i drugą planetą tego układu planetarnego.

## Odkrycie
Tak jak dwie inne planety orbitujące wokół gwiazdy HD 40307, HD 40307 b i HD 40307 d, HD 40307 c została odkryta poprzez pomiary prędkości radialnej gwiazdy. Pomiarów dokonano przy użyciu spektrometru HARPS znajdującego się w Obserwatorium La Silla w Chile. Odkrycie zostało ogłoszone na konferencji w Nantes, we Francji, w czerwcu 2008 roku.

## Orbita i masa
HD 40307 c jest drugą co do wielkości planetą swojego układu planetarnego, o minimalnej masie 6,8 mas Ziemi. Swoją gwiazdę obiega w ciągu 9,6 dnia po orbicie oddalonej od gwiazdy o 0,081 j.a. Ekscentryczność orbity jest bardzo mała i nie ma wystarczających danych, by ją dokładnie określić

## Charakterystyka
Ze swoją masą 6,8 mas Ziemi, HD 40307 c jest prawdopodobnie zbyt mała, by być gazowym olbrzymem. Koncepcja ta została podważona w 2009 roku, kiedy to stwierdzono, że jeżeli HD 40307 c jest superziemią, to musi być ciałem bardzo niestabilnym i zagrożonym pływami, większymi od tych, na jakie narażony jest Io, jeden z księżyców Jowisza. Jeżeli HD 40307 c jest gazowym olbrzymem, to pływy nie są zagrożeniem dla planety. Niestety, odkrycie planety poprzez pomiar prędkości radialnej wyklucza pozyskanie dokładnych danych o promieniu czy temperaturze powierzchni.
W rezultacie tak silne pływy doprowadzają do zniszczenia większych naturalnych satelitów, przez co jest mało prawdopodobne, by HD 40307 c posiadała jakiekolwiek księżyce.